# Porotergus duende
Porotergus duende är en fiskart som beskrevs av De Santana och Crampton 2010. Porotergus duende ingår i släktet Porotergus och familjen Apteronotidae. Inga underarter finns listade i Catalogue of Life.